# ديلان روف
ديلان ستورم روف (بالإنجليزية: Dylann Storm Roof) (من مواليد 3 أبريل 1994) هو أمريكي من مؤيدي سيادة البيض وقاتل جماعي مُدان لارتكابه إطلاق النار في كنيسة تشارلستون في 17 يونيو 2015.
أثناء الصلاة في كنيسة إيمانويل الأفريقية الميثودية الأسقفية، قتل روف تسعة أشخاص، جميعهم من الأمريكيين الأفارقة، بمن فيهم راعي الكنيسة وسناتور الولاية كلمنتا بنكني، وجُرِح شخص آخر. بعد أن قام العديد من الأشخاص بالتعرف على روف باعتباره المشتبه به الرئيسي، أصبح هدفاً لعملية مطاردة انتهت في الصباح بعد إطلاق النار مع اعتقاله في شيلبي بولاية كارولينا الشمالية. واعترف لاحقا بأنه ارتكب إطلاق النار أملاً في إشعال حرب عرقية.
بعد ثلاثة أيام من إطلاق النار، تم اكتشاف موقع على الإنترنت بعنوان The Last Rhodesian وأكده المسؤولون لاحقاً أن روف يملكه. احتوى الموقع على صور لرفوف تحمل رموز سيادة البيض والنازية الجديدة، إلى جانب بيان نشر فيه وجهات نظره تجاه السود بين الشعوب الأخرى. كما ادعى في البيان أنه طور وجهات نظره حول سيادة البيض بعد أن قرأ عن إطلاق النار في عام 2012 على ترايفون مارتن والجريمة السوداء على البيض.
في 15 ديسمبر 2016، أُدين روف في محكمة اتحادية بتهمة جميع اتهامات جرائم الكراهية الفيدرالية الـ33 المُوجَّهة إليه من إطلاق النار؛ في 11 يناير 2017، حُكِم عليه بالإعدام على تلك الجرائم. في 31 مارس 2017، وافق روف على الإقرار بالذنب في محكمة ولاية كارولينا الجنوبية بجميع التهم المُوجَّهة له - تسعة تهم بالقتل، وثلاث تهم بالشروع في القتل، وحيازة سلاح ناري خلال ارتكاب جناية - لتجنب حكم الإعدام الثاني. في المقابل، قبلت حكماً بالسجن مدى الحياة في السجن دون عفو. في 10 أبريل 2017، حُكِم على روف بتسعة أحكام متتالية دون إطلاق سراح مشروط بعد إقراره رسمياً بتهمة القتل في الولاية.

## وصلات خارجية
- "Attorney General Lynch's Statement Following the Federal Grand Jury Indictment Against Dylann Storm Roof" (Direct video link) - Remarks in text format( نسخة محفوظة 10 يوليو 2018 على موقع واي باك مشين.)
- The Massacre at Emanuel AME Church نسخة محفوظة 18 يونيو 2016 على موقع واي باك مشين. at أبوت.كوم